# Jens Ludwig
Jens Ludwig (ur. 30 sierpnia 1977 w Fuldzie) – gitarzysta niemieckiej grupy muzycznej Edguy. Brał on udział w nagrywaniu Avantasia. W zespole jest od początku jego istnienia, czyli od 1992 roku. Gra on także na perkusji i gitarze basowej.